# (6318) Cronkite
(6318) Cronkite  es un asteroide perteneciente al grupo de los asteroides que cruzan la órbita de Marte.
Fue descubierto el 18 de noviembre de 1990 por Eleanor F. Helin desde el Observatorio Palomar.

## Designación y nombre
Designado provisionalmente como 1990 WA fue nombrado en honor de Walter Cronkite (1916-2009), periodista y presentador de noticias televisivo estadounidense.

## Características orbitales
(6318) Cronkite está situado a una distancia media del Sol de 2,517 ua, pudiendo alejarse hasta 3,676 ua y acercarse hasta 1,358 ua. Su excentricidad es 0,460 y la inclinación orbital 25,822 grados. Emplea 1458,34 días en completar una órbita alrededor del Sol.
Las últimas aproximaciones a la órbita terrestre fueron el  10 de diciembre de 1994, el 8 de diciembre de 1990 y el 6 de diciembre de 1986.

## Características físicas
La magnitud absoluta de (6318) Cronkite es 15,80. Tiene 1,400 km de diámetro y su albedo se estima en 0,504.